# Џудсонија (Арканзас)
Џудсонија (енгл. Judsonia) град је у америчкој савезној држави Арканзас.

## Демографија
По попису из 2010. године број становника је 2.019, што је 37 (1,9%) становника више него 2000. године.
| Група             | 2000.         | 2010.         |
| Белци             | 1.849 (93,3%) | 1.793 (88,8%) |
| Афроамериканци    | 46 (2,3%)     | 54 (2,7%)     |
| Азијати           | 2 (0,1%)      | 3 (0,1%)      |
| Хиспаноамериканци | 46 (2,3%)     | 124 (6,1%)    |
| Укупно            | 1.982         | 2.019         |